# Всероссийский конкурс артистов балета и хореографов
Всероссийский конкурс артистов балета и хореографов был учрежден в 2013 году Правительством Российской Федерации и Министерством культуры. Смотр проводится ежегодно Федеральной дирекцией музыкальных и фестивальных программ «РОСКОНЦЕРТ». Художественный руководитель состязания — Юрий Николаевич Григорович.

## История конкурса
Всероссийский конкурс артистов балета и хореографов был основан с целью возрождения традиции регулярного проведения в нашей стране Всесоюзных конкурсов артистов балета и балетмейстеров, которые в своё время открыли миру целую плеяду выдающихся исполнителей и талантливых балетмейстеров.
Среди них — Надежда Павлова, Генрих Майоров, Владимир Васильев, Людмила Семеняка, Валентин Елизарьев, Вячеслав Гордеев и многие другие. Первый Всесоюзный конкурс артистов балета и балетмейстеров проводился в Москве в 1965 году. Председателем жюри конкурса был народный артист СССР Леонид Лавровский. В разные годы жюри конкурса возглавляли такие знаменитые балетмейстеры и хореографы как народный артист СССР Игорь Моисеев, народный артист СССР Юрий Григорович, народный артист РСФСР Пётр Гусев, народная артистка СССР Софья Головкина. Последний Всесоюзный конкурс артистов балета и балетмейстеров прошел в Москве в 1980 году.
Инициатором проведения нынешнего Всероссийского конкурса артистов балета и хореографов стал выдающийся деятель современного балетного искусства, народный артист СССР, президент Международного союза деятелей хореографии, хореограф Государственного академического Большого театра России, балетмейстер, профессор Юрий Николаевич Григорович.
Смотр призван выявлять молодых перспективных исполнителей и хореографов, повышать уровень профессионального мастерства артистов балета, готовить новые молодые кадры для российских театров, а также создавать новые яркие произведения современной хореографии и искать неординарные пути в развитии классического, народно-сценического и современного танца.

## Формат и география

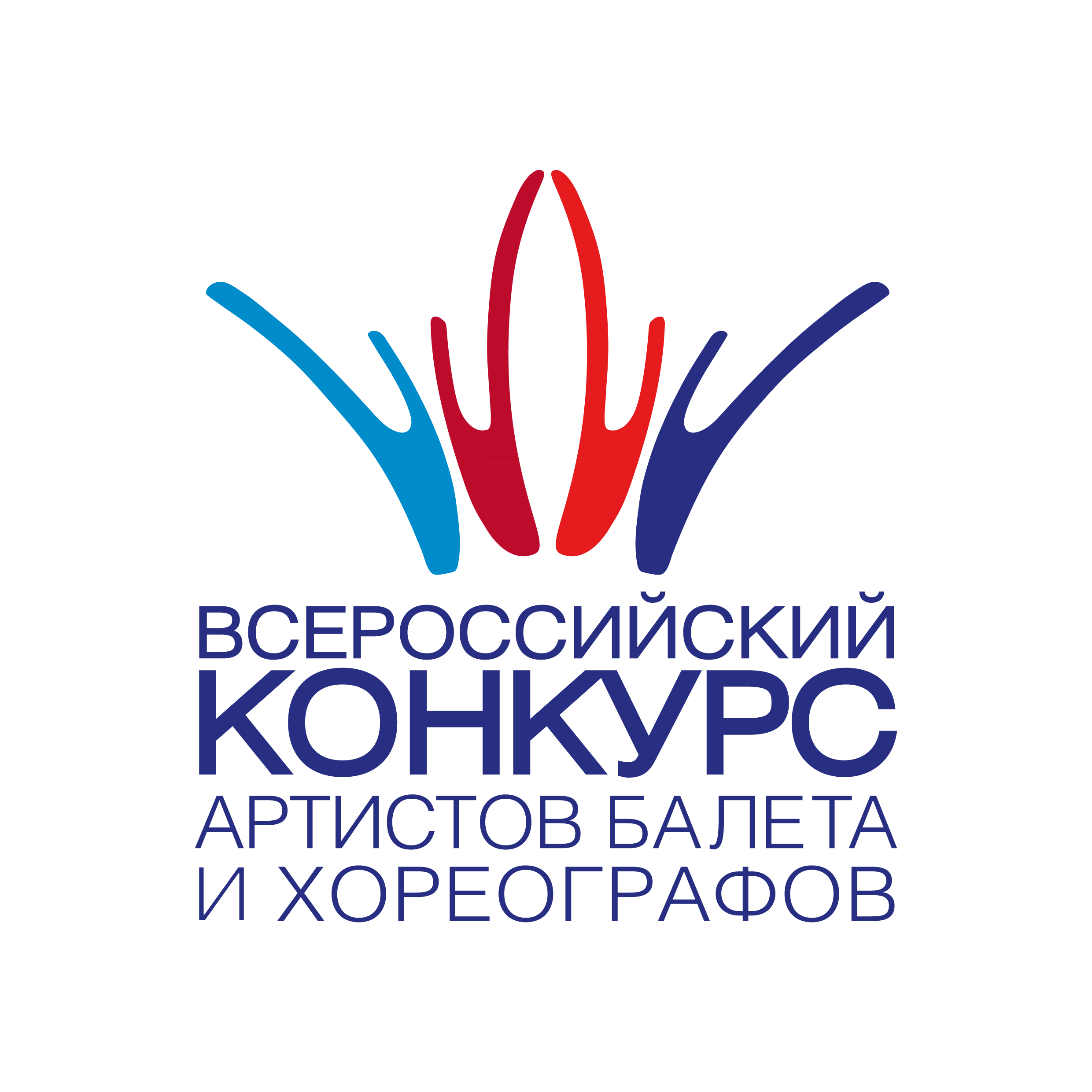
Официальный логотип «Всероссийского конкурса артистов балета и хореографов»

Состязание состоит из первого отборочного тура (по видеозаписям) и двух основных туров: второго и третьего.
С 2013 по 2018 прослушивания проходили в Москве, на базе Московского государственного академического детского музыкального театра им. Наталии Сац . В 2019 году организаторы впервые расширили географию форума и вывели конкурс за пределы столицы — в Ярославль. Он прошёл на сцене Концертно-зрелищного центра «Миллениум».
«Очень важно, чтоб такие масштабные события проходили в регионах. Это способствует развитию городов, привлечению интереса зрителей и будущих исполнителей к классическому искусству. Благодаря конкурсу, Ярославль, в котором нет музыкального театра, на время становится центром культурной жизни страны. В перспективе прослушивания могут быть перенесены в другие города», — генеральный директор Федеральной дирекции музыкальных и фестивальных программ «РОСКОНЦЕРТ» Андрей Малышев.

## Специальности
Всероссийский конкурс артистов балета и хореографов проходит ежегодно по разным специальностям с четырёхлетней цикличностью:
1-й год — Хореографы. В конкурсе могут принимать участие учащиеся, студенты специализированных хореографических учебных заведений России и профессиональные хореографы, имеющие российское гражданство в возрасте от 18 до 45 лет (включительно) на момент открытия конкурса
2-й год — Характерный и народно-сценический танец. «Характерный танец» (в музыкальном театре) и «Народно-сценический танец» (в концертном исполнении) по двум возрастным группам: младшая (возраст исполнителей с 14 до 19 лет на момент начала конкурса) и старшая (с 19 до 27 лет на момент начала конкурса). 
3-й год — Современный танец в музыкальном театре. Конкурс проводится по двум разделам: солисты и дуэты, ансамбли (трио, квартеты) в двух возрастных группах: младшая — от 16 до 19 лет и старшая — от 19 до 35 лет.
4-й год — Классический танец. Конкурс проходит по двум возрастным группам: младшая — с 14 до 18 лет и старшая — с 19 до 27 лет.

## Награды

### Младшая возрастная группа (солисты и дуэты)

#### Девушки
Первая премия —170 000 рублей, золотая медаль и звание лауреата
Вторая премия — 130 000 рублей, серебряная медаль и звание лауреата
Третья премия — 100 000 рублей, бронзовая медаль и звание лауреата
Два диплома и денежная премия в размере — 50 000 рублей (каждый) и звание дипломанта.

#### Юноши
Первая премия — 170 000 рублей, золотая медаль и звание лауреата
Вторая премия — 130 000 рублей, серебряная медаль и звание лауреата
Третья премия — 100 000 рублей, бронзовая медаль и звание лауреата
Два диплома и денежная премия в размере — 50 000 рублей (каждый) и звание дипломанта.

### Старшая возрастная группа (солисты и дуэты)

#### Женщины
Первая премия — 200 000 рублей, золотая медаль и звание лауреата
Вторая премия — 170 000 рублей, серебряная медаль и звание лауреата
Третья премия — 140 000 рублей, бронзовая медаль и звание лауреата
Два диплома и денежная премия в размере — 70 000 рублей (каждый) и звание дипломанта.

#### Мужчины
Первая премия — 200 000 рублей, золотая медаль и звание лауреата
Вторая премия — 170 000 рублей, серебряная медаль и звание лауреата
Третья премия — 140 000 рублей, бронзовая медаль и звание лауреата
Два диплома и денежная премия в размере — 70 000 рублей (каждый) и звание дипломанта.

### Специальные премии
- Два Диплома и денежная премия по 50 000 рублей (каждая) — хореографам за лучшую хореографию номеров, специально поставленных для конкурса
- Четыре премии (одна в младшей группе и одна в старшей группе) по 50 000 рублей — педагогам за «успешную подготовку участников конкурса»
- Два диплома и денежная премия по 50 000 рублей (каждая) — "За партнерство

### Жюри имеет право
- делить премии между исполнителями (кроме первой);
- присвоить звания дипломантов участникам финала, не ставшими лауреатами.
- присудить специальные премии и призы участникам конкурса.

Победители по специальности «Классический танец» получают возможность пройти в Международный конкурс артистов балета и хореографов без прохождения отборочного тура.Так, победив на Всероссийском конкурсе артистов балета и хореографов в 2016 году, Денис Захаров и Екатерина Клявлина стали триумфаторами Международного конкурса артистов балета и хореографов в 2017 году. Сегодня они — артисты балетной труппы Большого театра России.

## Лауреаты конкурса

### 2013 год. Специальность: «Хореографы»
| I премия   | Елена Князькова |
| II премия  | Нина Мадан      |
| III премия | Дмитрий Антипов |

### 2014 год. Специальность: «Народно-сценический и характерный танец»[7][8]
| Народно-сценический танец | Народно-сценический танец | Народно-сценический танец | Народно-сценический танец                       | Народно-сценический танец           |
| ------------------------- | ------------------------- | ------------------------- | ----------------------------------------------- | ----------------------------------- |
|                           | Младшая группа            | Младшая группа            | Старшая группа                                  | Старшая группа                      |
| I премия                  | Сергей Козлов             | Мария Малютина            | Рамиль Мехдиев, Александр Тихонов               | Ольга Волина, Вероника Денисова     |
| II премия                 | Ильяс Фазлиев             | Светлана Григорьева       | Баир Бадмаев, Евгений Кузнецов, Тембулат Мулаев | Людмила Бадмаева                    |
| III премия                | Сергей Боссерт            | Вероника Ситало           | Дмитрий Захаров, Ацамаз Сатцаев                 | Ирина Жанатаева, Александра Удалова |
| Характерный танец         |                           |                           |                                                 |                                     |
|                           | Младшая группа            | Младшая группа            | Старшая группа                                  | Старшая группа                      |
| I премия                  | Алексей Путинцев          | Нина Бирюкова             | Артем Доброхвалов                               | Маргарита Носик                     |
| II премия                 | Никита Кирбитов           | Ольга Макарова            | Артем Пугачев, Дмитрий Екатеринин               | Айсылу Мирхафизхан                  |
| III пермия                |                           | Екатерина Ермакова        | Никита Ксенофонтов                              | Нина Колоскова, Софья Доброхвалова  |

### 2015 год. Специальность: «Современный танец в музыкальном театре»[9][10]
|            | Солисты                             | Солисты                       | Солисты                         | Ансамбли | Ансамбли                                                                             |
|            | Младшая группа                      | Старшая группа                | Старшая группа                  | Младшая группа                                                                                                   | Старшая группа                                                                       |
| I премия   | Елена Свинко                        | Георгий Гусев                 | Екатерина Булгутова, Мария Бек  | Квартет Diamond (Айтал Ефимов, Татьяна Попова, Артемий Сеялов Тупсууна Татаринова)                               | Квартет «Московский» (Нина Мадан,Юлия Овчинникова, Вячеслав Пегарев, Нисидзима Хаято |
| II премия  | Анна Амельченко                     | Дмитрий Антипов, Павел Глухов | Софья Гайдукова, Марина Окунева | Квартет Школы Классического Танца (Дарья Дерябина, Валерия Кушакова, Лорена Рождайкина, Вероника Самойлова)      | Трио «Игра» (Алексей Зуев, Елизавета Назимова, Дмитрий Кириллин, Нина Колоскова      |
| III премия | Мария Стрельцова, Елизавета Ширшова | Юрий Кудрявцев                | Анастасия Николаева, Юля Бачева | Трио Новосибирского хореографического колледжа (Анастасия Болотина, Екатерина Забровская, Анастасия Овчинникова) | Трио Revolution Dance (Элина Балакишева, Елизавета Ширшова, Валерия Яковенко)        |

### 2016 год. Специальность: «Классический танец»[11][12]
|            | Младшая группа     | Младшая группа                    | Старшая группа                       | Старшая группа                |
| I премия   | Денис Захаров      | Арина Осипюк                      | Никита Ксенофонтов, Сарыал Афанасьев | Ксения Хабинец, Анна Маркова  |
| II премия  | Илья Владимиров    | Диана Егорова, Екатерина Клявлина | Юрий Кудрявцев, Иван Титов           | Алина Каичева, Варвара Серова |
| III премия | Григорий Иконников | Анна Григорьева, Алеся Лазарева   | Марат Нафиков, Артем Пугачев         | Мария Бек, Екатерина Байбаева |

### 2017 год. Специальность: «Народно-сценический и характерный танец»[13]
| Народно-сценический танец | Народно-сценический танец | Народно-сценический танец       | Народно-сценический танец | Народно-сценический танец             | |
| ------------------------- | ------------------------- | ------------------------------- | ------------------------- | ------------------------------------- | --- |
|                           | Младшая группа            | Младшая группа                  | Старшая группа            | Старшая группа                        | Ансамбли |
| I премия                  | Вадим Яхин                | Вероника Ситало                 | Артём Анисимов            | Юлия Шутова, Анастасия Сорокина       | Квартет Омского русского народного хора в составе Терехова Романа, Синяка Виталия, Тяжельникова Михаила, Нечаева Данила (Омск)                               |
| II премия                 | Максим Борковский         | Алина Лавецкая                  | Никита Никитин            | Виктория Васильева, Анастасия Егорова | Квартет Государственного ансамбля песни и танца «Тюльпан» в составе: Босхомджиева Дорджи, Бадмаева Баира, Оконова Климентия , Бамбарыкова Владимира (Элиста) |
| III премия                | Данил Маськов             | Дарья Бирюкова                  |                           | Айгуль Киямова                        | Квартет Тувинского национального ансамбля песни и танца «Саяны» в составе Куулар Амыр-Санаа, Мылдык Буяна, Сарыглар Айдыса., Шаравии Чооду (Кызыл)           |
| Характерный танец         |                           |                                 |                           |                                       | |
|                           | Младшая группа            | Младшая группа                  | Старшая группа            | Старшая группа                        | |
| I премия                  | Николай Выломов           | Алеся Лазарева                  |                           | Айсылу Мирхафизхан                    | |
| II премия                 | Александр Габышев         | Виталия Сурначева               | Дмитрий Екатеринин        | Надежда Панфилова                     | |
| III премия                | Данил Малов               | Виктория Мазина, Анна Кузнецова | Даниил Костылев           | Ирина Захарова                        | |

### 2018 год. Специальность: «Хореографы»[14]
| I премия   | Не присуждена                     |
| II премия  | Екатерина Тайшина, Ильдар Тагиров |
| III премия | Мария Маркунина, Вита Мулюкина    |

### 2019 год. Специальность: «Современный танец в музыкальном театре»[15]
|            | Младшая группа | Младшая группа                        | Старшая группа | Старшая группа                 |
| I премия   |                | Елизавета Мазуркевич, Диана Максимова | Ильдар Тагиров | Олеся Алдонина, Виктория Арчая |
| II премия  | Сергей Давыдов | Алеся Лазарева                        | Роман Мустафин | Кристина Михайлова             |
| III премия |                |                                       | Роман Стариков | Елизавета Чернова              |

### 2020 год. Специальность: «Классический танец»[16]
|            | Младшая группа          | Младшая группа     | Старшая группа                 | Старшая группа             |
| I премия   | Иван Сорокин            |                    | Георгий Болсуновский           | Елена Свинко               |
| II премия  | Богдан Плешаков         | Ульяна Васильченко | Арутюн Аракелян Тимур Дымчиков | Александра Криса           |
| III премия | Иван Одинцов Егор Рачин | Дарья Чугунова     | Олег Карацев                   | Алеся Лазарева Ксения Орел |